# معركة كولومبيا
معركة كولومبيا (بالإنجليزية: Battle of Columbia)‏ هي سلسلة من الأعمال العسكرية التي وقعت في الفترة من 24 إلى 29 نوفمبر 1864 في مقاطعة موري بولاية تينيسي كجزء من حملة فرانكلين-ناشفيل للحرب الأهلية الأمريكية وهي عباره عن تحرك من قبل اللفتنانت جنرال جون بيل هود قائد جيش تينيسي الكونفدرالي من نهر تينيسي في شمال ألاباما إلى كولومبيا وتينيسي عبر نهر داك والتي اشتبكت مع قوات الاتحاد تحت قيادة جون م. شوفيلد و سلاح الفرسان بقيادة ناثان بيدفورد فورست ، لكن القوات الاتحادية سرعان ما انسحب شمالًا عبر نهر داك ، تاركه المدينة ليستمر لاحقا غزو هود لتينيسي أثناء محاولته اعتراض جيش شوفيلد المتراجع في سبرينغ هيل .

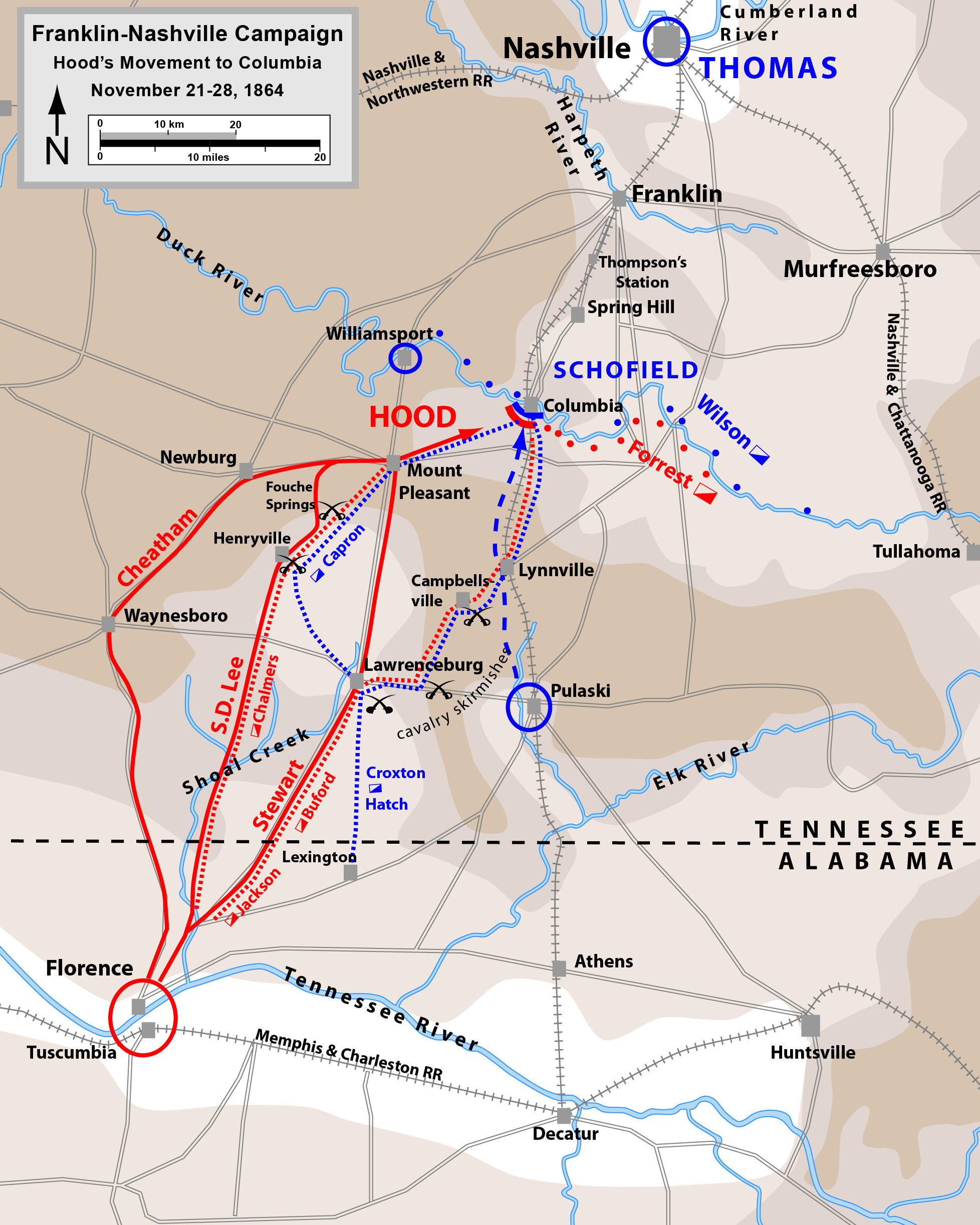
تقدم هود من فلورنسا إلى كولومبيا
الكونفدرالية